# Startime
Startime, auch Ford Startime oder Lincoln-Mercury Startime ist eine US-amerikanische Fernsehserie, die vom US-amerikanischen Fernsehsender NBC ausgestrahlt wurde. Die erste Folge der wöchentlich ausgestrahlten Serie lief am 6. Oktober 1959, die letzte nach einer Saison am 31. Mai 1960. Insgesamt wurden von Startime 33 einstündige Folgen hergestellt.

## Hintergrund
Startime war eine sogenannte Anthology, eine Serie von Folgen mit jeweils abgeschlossenen Handlungen. Charakteristisch für Startime war, dass die einzelnen Folgen aus verschiedenen Genres, beispielsweise Komödie, Musical oder Drama stammten. Dabei hatten die einzelnen Folgen häufig einen musikalischen Schwerpunkt, neben fiktionalen Stoffen aus unterschiedlichen Genres wurden im Rahmen der Serie mehrfach Show-Elemente integriert und beispielsweise einzelne Stars wie Dean Martin mit ihrem Programm präsentiert, ein Talentwettbewerb ausgerichtet oder ein klassisches Konzert unter der Leitung von Leonard Bernstein gesendet.
Weil Startime von der Automobilfirma Ford beziehungsweise deren Tochterunternehmen Lincoln-Mercury gesponsert wurde, war die Serie auch als Ford Startime oder Lincoln-Mercury Startime bekannt.

## Stab

### Darsteller
Folgende bekannte Schauspieler, Showstars und andere prominente Persönlichkeiten traten unter anderem in der Serie auf:
| - Count Basie - Ingrid Bergman - Leonard Bernstein - Cyd Charisse - Maurice Chevalier - Charles Coburn | - Tony Curtis - Nat King Cole - Joan Fontaine - Rex Harrison - Charles Laughton - Jerry Lewis | - Dean Martin - Vera Miles - Richard Nixon - Maureen O’Hara - André Previn - Tony Randall | - Ronald Reagan - Mickey Rooney - Frank Sinatra - James Stewart - Jane Wyman |

### Regie
- Die Folge Incident at a Corner wurde vom Regisseur Alfred Hitchcock inszeniert, der sie auch produzierte. Hitchcock hatte seit 1955 eine reguläre eigene Fernsehserie, Alfred Hitchcock Presents, die ab 1962 The Alfred Hitchcock Hour hieß, drehte aber für zwei weitere Serien – Suspicion und Startime – jeweils einen Beitrag.
- Bei jeweils einer Folge mit fiktionaler Handlung führten die Regisseure Franklin J. Schaffner, Delbert Mann und John Frankenheimer Regie, die ihre Karriere beim Fernsehen begannen und später als Filmregisseure in Hollywood Karriere machen sollten.
- Regisseur zweier Folgen war Robert Stevens, ein Fernsehregisseur, der beispielsweise eine Vielzahl von Beiträgen für Alfred Hitchcocks Fernsehserie Alfred Hitchcock Presents gedreht hatte.